# Trombidion soyeux
Trombidium holosericeum
Espèce
Synonymes
- Acarus holosericeus

Le Trombidion soyeux (Trombidium holosericeum) ou « acarien rouge » est une espèce de gros acarien, mesurant 4 à 5 mm.

## Description
Le trombidion soyeux tient sa couleur rouge des caroténoïdes. Il avertit ainsi les prédateurs de sa toxicité. Le corps est couvert de fins poils, qui lui donnent un aspect soyeux. La forme larvaire est appelée « lepte ». Principalement insectivore, le trombidion soyeux est utile pour les jardiniers et visible à l’œil nu.

## Comportement
Les adultes se déplacent très rapidement, à la recherche de petits animaux et d’œufs d’insectes à dévorer. Les leptes, en revanche, recherchent un hôte pour s’y agripper : souvent un insecte comme un criquet ou un diptère, mais aussi des arachnides comme des faucheurs ou des araignées. On les repère comme de petits globules rouges sur leurs hôtes, se nourrissant du liquide de leur corps, sans leur causer de dommage. Quand leur hôte ne leur suffit plus ou quand ils arrivent à maturité, les leptes se laissent tomber.

## Confusion possible
Différentes espèces sont appelées « araignées rouges », qu’il ne faut pas confondre avec les tétranyques, des parasites microscopiques.
Le trombidion soyeux est parfois appelé à tort « aoûtat », bien que ce dernier, Neotrombicula autumnalis, soit plus petit.

## Régime alimentaire
Les trombidions se nourrissent principalement d’insectes et d’œufs d’invertébrés. Leur régime alimentaire est donc insectivore.